# Oandu (Lüganuse)
Koordinaten: 59° 16′ N, 27° 0′ O
Oandu ist ein Dorf (estnisch küla) im Kreis Ida-Viru (Ost-Wierland) im Nordosten Estlands. Seit Oktober 2013 liegt es in der Landgemeinde Lüganuse (Lüganuse vald). Bis zu deren Bildung lag es in der Landgemeinde Maidla (Maidla vald).

## Beschreibung und Geschichte
Das Dorf hat 24 Einwohner (Stand 2000).
Bei Naturliebhabern ist der Ort vor allem bekannt für seinen Park mit einem der ältesten Kulturbaumbestände Estlands. Die Kiefern in Oandu sind über 140 Jahre alt.